# Good Times Roll
Singles de The Cars
My Best Friend's Girl
(1978) Let's Go (en)
(1979)
Good Times Roll est une chanson du groupe de new wave américain The Cars, qui constitue le troisième single extrait de l'album The Cars paru en mars 1978 sur le label Elektra, album classé 16e parmi les 100 meilleurs premiers albums de tous les temps (The 100 Best Debut Albums of All Time) par le magazine américain Rolling Stone.
Premier morceau de leur premier album, Good Times Roll est devenu avec son rythme lent un tube modeste lorsqu'il fut publié en single en 1979.

## Historique
Composée par le chanteur, guitariste rythmique et leader du groupe Ric Ocasek, la chanson est produite par Roy Thomas Baker.
Bien que premier morceau de l'album, Good Times Roll n'est que le troisième extrait qui en est issu, après Just What I Needed et My Best Friend's Girl. Il sort avec All Mixed Up en face B.
Good Times Roll, comme les autres morceaux de l'album The Cars, fut enregistré en deux semaines seulement. Cependant, le succès de l'album dans les classements fut tellement durable (139 semaines classement Billboard) que la parution du deuxième album, Candy-O, en fut différée.
Des neufs morceaux figurant sur l'album The Cars, Good Times Roll est le seul dont aucune démo ne put être trouvée pour la compilation de 1999 The Cars: Deluxe Edition package.

## Accueil critique
Le morceau ne fit pas aussi bien que les singles qui le précédèrent car il n'atteint pas le Top 40, mais il fut adopté par les animateurs de radio en quête de sons new wave crédibles.
Il revient régulièrement sur les radios de "classic rock" et rappelle la capacité qu'avaient les Cars de mélanger une pop accrocheuse avec une ironie tranchante.
Le morceau a été repris sur plusieurs anthologies des Cars, parmi lesquelles les Greatest Hits de 1985, Just What I Needed: The Cars Anthology de 1995 et les Complete Greatest Hits de 2002.
Jaime Welton, auteur de 1001 Albums You Must Hear Before You Die (1001 albums que vous devez entendre avant de mourir), décrit le morceau comme « un joyau new wave ».

## Description
Le morceau commence avec un riff de guitare presque atonal sur fond de batterie électronique, rejoint bientôt par le chant clinique de Ric Ocasek et les synthétiseurs de Greg Hawkes.
Bien que le titre semble annoncer un morceau énergique, le morceau adopte un rythme plutôt lent qui est l'antithèse du « bon vieux rock 'n' roll » et les paroles ont un style langoureux qui leur donne un côté presque psychédélique.

## Musiciens
- Ric Ocasek : chant principal et guitare
- Benjamin Orr : basse
- Elliot Easton : guitare
- Greg Hawkes : claviers
- David Robinson : batterie

## Source
- (en) Cet article est partiellement ou en totalité issu de l’article de Wikipédia en anglais intitulé « Good Times Roll » (voir la liste des auteurs).